# Jurij Savitjev
Jurij Savitjev (ryska: Юрий Николаевич Савичев), född den 13 februari 1965 i Moskva, Ryssland, är en sovjetisk fotbollsspelare som tog OS-guld i fotbollsturneringen vid de olympiska sommarspelen 1988 i Seoul.